# George Child Villiers
George Child Villiers (19 août 1773 - 3 octobre 1859) est un courtisan britannique et un homme politique conservateur de la famille Villiers.
Il a ajouté le nom de Child à son nom par autorisation royale en 1819. Il est 5e comte de Jersey.

## Biographie
Il est le fils de George Villiers (4e comte de Jersey), de son épouse Frances Twysden, fille de Philip Twysden, évêque de Raphoe. Il fréquente Harrow et obtient une maîtrise ès arts du St John's College de Cambridge. Il est un Lord de la chambre à coucher du prince de Galles en 1795.
Il succède à son père en 1805 et siège à la Chambre des lords. Il sert comme Lord Chambellan du duc de Wellington entre juillet et novembre 1830 et est admis au Conseil privé en juillet 1830. Il est Lord Chambellan pour la deuxième fois sous Robert Peel de 1834 à 1835. Il occupe de nouveau le poste de maître du cheval sous Peel de 1841 à 1846, puis de nouveau brièvement sous Lord Derby en 1852. Il reçoit le titre honorifique de docteur en droit civil de l'Université d'Oxford.

## Famille
Lord Jersey épouse Lady Sarah Sophia Fane, fille de John Fane (10e comte de Westmorland), le 23 mai 1804. Elle est l'aînée des petits-enfants et l'héritière de Robert Child, actionnaire principal de la société bancaire Child &amp; Co. Lord Jersey ajoute le nom de famille Child au nom de famille Villiers par autorisation royale en 1819. Lady Jersey est l'une des grandes hôtesses de la société anglaise, chef de file de la tonne au cours de l’époque de Régence anglaise et du règne de George IV, et un Patronne de Almack. Lord Jersey est un chasseur de renards passionné, un éleveur et un entraîneur de chevaux, possédant deux gagnants du Derby d'Epsom, Mameluke (1827) et Bay Middleton (1836), ainsi que d'autres pur-sang remarquables tels que Glencoe. Les nombreuses histoires d'amour de sa femme ne le dérangent pas. On lui demande pourquoi il ne s'est jamais battu en duel pour protéger son honneur. Il répond qu'il pouvait difficilement se battre contre tous les hommes de Londres.
Lord et Lady Jersey ont sept enfants:
- George Child Villiers (6e comte de Jersey) (1808-1859), épouse Julia Peel, fille du premier ministre, Robert Peel.
- Augustus John Villiers (1810-1847), épouse Georgiana Elphinstone (décédée en 1892), fille de George Keith Elphinstone, 1er vicomte Keith et d’Hester Maria Thrale le 20 septembre 1831.
- Frederick William Child Villiers (1815-1871), épouse Elizabeth Maria van Reede (18 décembre 1821 - 7 janvier 1897), fille du 7e comte d'Athlone le 12 juillet 1842. député de Weymouth entre 1847 et 1852.
- Francis John Robert Child Villiers (11 octobre 1819 - 8 mai 1862). député de Rochester entre 1852 et 1855.
- Sarah Frederica Caroline Child Villiers (1822–1853), mariée à Nicholas Paul (Miklós Pál), 9e prince Esterhazy (1817–1894), fils de Paul III Antoine Esterházy de Galántha et de Marie-Thérèse de Tour et Taxis.
- Clementina Augusta Wellington Child Villiers (1824-1858).
- Adela Corisande Maria Child Villiers (1828-1860), mariée au lieutenant-colonel. Charles Parke Ibbetson (1820–1898) le 17 novembre 1845 et a une fille, Adela Sarah Ibbetson.

Lord Jersey décède le 3 octobre 1859 à l'âge de 86 ans. Son fils aîné, George, lui succède. La comtesse de Jersey décède en janvier 1867 à l'âge de 81 ans.